# العلاقات الروسية الناميبية
تشير العلاقات الروسية الناميبية إلى العلاقات الثنائية بين روسيا وناميبيا. لدى روسيا سفارة في ويندهوك ولدى ناميبيا سفارة في موسكو.

## علاقات روسيا مع سوابو
منح الاتحاد السوفيتي كميات كبيرة من المساعدة لجيش التحرير الشعبي الناميبي خلال حرب الاستقلال الناميبية. وتلقى عدد كبير من قادة حركة سوابو في ناميبيا تدريباً على حرب عصابات في الاتحاد السوفيتي. ومنهم هيفيكيبنيي بوهامبا والسياسي بيتروس إيلونغا وإيركي نغيمتينا  ونغاريكوتوك تيريانج. أقام الاتحاد السوفيتي وروسيا لاحقاً علاقات دبلوماسية مع ناميبيا عقب انتهاء نظام الأبارتيد الذي فرضته جنوب أفريقيا في ناميبيا عام 1990.

## العلاقات بعد الاستقلال
وصف وزير التعليم الناميبي نانغولو مبومبا عام 2006 العلاقات ما بين روسيا وبلاده بالـ"ممتازة"، فيما أعربت روسيا عن رغبتها في جعل العلاقات أقوى، خصوصاً من الناحية الاقتصادية. كما تأسست اللجنة المشتركة حكومياً للتعاون التجاري والاقتصادي بين ناميبيا وروسيا عام 2006، بعد زيارة لوزير الموارد الطبيعية الروسي يوري تروتنيف إلى ويندهوك. وعبّر الوزير الروسي خلال زيارته عن اهتمام بلاده بالاستثمار في قطاعات النفط والطاقة الكهرومائية والسياحة. عقد رئيس الوزراء الروسي ميخائيل فرادكوف محادثات مع كل من الرئيس الناميبي هيفيكيبنيي بوهامبا ورئيس الوزراء ناهاس أنغولا عام 2007، فيما يتعلق بإمكانية تطوير رواسب اليورانيوم في ناميبيا بهدف إنشاء محطة للطاقة النووية في البلاد. وعاد تروتنيف إلى ناميبيا عام 2008، هذ المرة في مدينة سواكوبموند لحضور اجتماع للجنة المشتركة حكومياً السنوية الثالثة. مثل وزير الخارجية ماركو هوسيكو ونائبه ليمبي لوكاس ناميبيا في المناقشات مع تروتنيف.

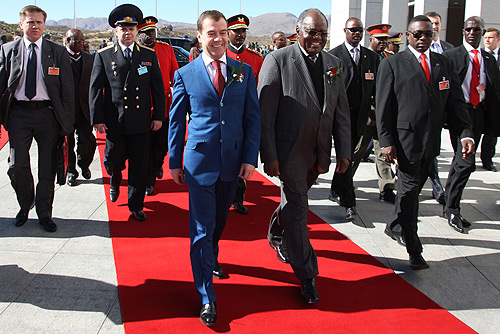
الرئيس الناميبي هيفيكيبنيي بوهامبا برفقة الرئيس الروسي دميتري ميدفيديف في ويندهوك بتاريخ 25 يونيو 2009.

أصبح ديمتري ميدفيديف في شهر يونيو من عام 2009، أول رئيس روسي يزور ناميبيا. وقد رافق ميدفيديف خلال زيارته عدد من رجال الأعمال الروس بهدف توقيع صفقات اقتصادية تتعلق بالماس والطاقة.

## وصلات خارجية
- مستندات حول العلاقات الروسية-الناميبية من موقع وزارة الخارجية الروسية (بالروسية)